# ایستگاه متروی پایانه جنوب
ایستگاه متروی پايانه جنوب یکی از ایستگاه‌های خط ۱ متروی تهران است که در ترمینال جنوب واقع شده‌ است. در آینده خط ۸ متروی تهران با این ایستگاه، تقاطع ایجاد خواهد کرد.